# Осипов, Александр Васильевич
Алекса́ндр Васи́льевич О́сипов (1899, Ершово, Саратовская губерния — 1983) — советский партийный деятель; член РКП(б) с 1918 года, первый секретарь Харьковского обкома КП(б) Украины (1937—1938), член ЦК КП(б) Украины. Входил в состав особой тройки НКВД СССР.

## Биография
Родился в 1899 году в селе Ершово Саратовской губернии. Окончил 6 классов Саратовского реального училища.
В 1918 году вступил в РКП(б), в 1918—1919 годы — агитатор Военного отдела Саратовского губернского военного комиссариата, помощник военкома 50-й дивизии, военком полка. Затем заведовал секретно-шифровальной частью Саратовского губернского военного комиссариата, был военкомом 99-го Саратовского госпиталя.
С 1921 года — начальник отдела Штаба частей особого назначения Московского военного округа, после чего заведовал административным отделением правления Государственного банка, был председателем месткома правления Госбанка.
С 1925 года — на профсоюзной работе: заместитель заведующего организационным отделом Московского губернского отдела Союза советских торговых служащих, с 1928 года — заведующий информационным, организационным отделом Московского губернского (областного) Совета профсоюзов.
С 1931 года — на партийной работе: заведующий организационным отделом Сталинского райкома ВКП(б) (Москва), с 1934 года — председатель Строительного комитета «Метростроя», с 1935 года — секретарь Сталинского райкома ВКП(б) (Москва).
В 1937 году переведён на Украину: в августе-сентябре 1937 года — второй секретарь Донецкого обкома партии, с сентября 1937 — и. о. первого секретаря, с мая 1938 по декабрь 1938 года — первый секретарь Харьковского обкома КП(б) Украины. Этот период отмечен вхождением в состав особой тройки, созданной по приказу НКВД СССР от 30.07.1937 № 00447 и активным участием в сталинских репрессиях.
30 августа 1937 года был избран членом ЦК КП(б) Украины, 18 июня 1938 — кандидатом в члены Политбюро ЦК КП(б) Украины.
Депутат Совета Союза Верховного Совета СССР 1-го созыва (от Харьковской области, с 1937). Депутат Верховного Совета Украинской ССР 1-го созыва (от Харьковской области, 1938).

## Завершающий этап
В декабре 1938 года освобождён от должности, выведен из состава ЦК и Политбюро КП(б) Украины и переведён в распоряжение ЦК ВКП(б), затем был назначен заведующим отделом физической культуры и спорта ВЦСПС.
11 июля 1939 года был арестован, приговорён к лишению свободы. Время освобождения и дата смерти (после 1956) неизвестны.